# Васиана
Васиана (на малгашки: Vasiana) е селище и община в централен Мадагаскар, регион Вакинанкаратра, окръг Бетафо. Населението на общината през 2001 година е 12 220 души.